# Sllovë
Sllovë är en ort och tidigare kommun i Albanien.   Den ligger i Dibër prefektur i den norra delen av landet, 70 km nordost om huvudstaden Tirana.
Trakten runt Sllovë består till största delen av jordbruksmark.  Runt Sllovë är det ganska tätbefolkat, med 75 invånare per kvadratkilometer.